# Herthasee (Holzappel)
Der Herthasee liegt unmittelbar an der Bundesstraße 417 zwischen Holzappel und Horhausen im Naturpark Nassau in Rheinland-Pfalz. Der See liegt auf 323 m ü. NN Höhe am Fuß des Höchst. Er hat eine Fläche von ungefähr sechs Hektar und eine maximale Tiefe von zehn Metern.
Seine idyllische Umgebung und seine gute Wasserqualität machen ihn zu einem beliebten Ausflugsziel.
Der See entstand im Jahr 1846, als der Bau eines Abschlussdammes die Frischwasserversorgung der nahe gelegenen Grube Holzappel sicherstellte. Der Herthasee ist somit ein künstlicher See.
Den Namen Herthasee trägt der See seit dem Jahr 1907; zuvor wurde er Wackerhannes oder Wackerhans-Teich genannt.
Eine Umrundung auf dem vorgegebenen Weg beträgt 1040 Meter.